# 拉林河
拉林河（转写：lalin bira）位于中国东北地区，是松花江右岸的一条支流，河名满语意为“爽快、欢喜”。

## 干流概况
拉林河发源于黑龙江省五常市东南张广才岭背阴山西麓，先向西南流再转北流，经山河屯林业局红旗林场、永胜林场、长征经营所后流入磨盘山水库。出库后向西北流，经沙河子镇，过双龙村后成为五常市与吉林省舒兰市之间的界河，过五常市向阳镇后再次流入五常市境，经杜家镇、兴盛乡等地，于五常市五常镇莲花村朱家屯以西过503国道拉林河大桥后再次成为黑龙江与吉林两省界河。干流继续西北流，至黑龙江省哈尔滨市双城区万隆乡板子房村北汇入松花江。河流全长450千米，流域面积19215平方千米，河道弯曲系数2.0，河道平均比降1.1‰。

## 气候水文
拉林河流域属于中温带大陆性季风气候，气候四季分明。年均气温3.5～4.1℃，无霜期110～1401天。年封冻期在160天左右。流域年均降水量671.2毫米，降水主要集中在6−8月，上游多于下游。年均蒸发量800～1000毫米。年均径流量35.03亿立方米。

## 流域概况
拉林河流域地处吉林省西北部、黑龙江省南部，范围覆盖黑龙江省五常市、尚志市、哈尔滨市双城区和吉林省舒兰市、榆树市、扶余市6市区。流域上游属于张广才岭支脉，中下游地形起伏较大，沟谷发育，地势低洼。拉林河水系呈树枝状分布，流域面积大于1000平方千米的支流有4条，分别是左岸的溪浪河、卡岔河、大荒沟和右岸的牤牛河。流域平均宽度为57千米左右，河网密集系数为0.31.

## 社会经济
拉林河流域是黑龙江、吉林两省主要的水稻、大豆种植区，所产大米品质优良，闻名全国。
2005年3月，中铁九局在兴建铁路桥期间，施工人员于河床地底发现了一辆超过百年历史的蒸汽机车。

## 备注
1. ↑  1954－1984年实测资料。
2. ↑  1956年洪峰流量。
3. ↑   註: